# Ideliidae
Ideliidae – wymarła rodzina owadów z rzędu świerszczokaraczanów. W zapisie kopalnym znane są od wczesnego permu go późnego triasu. Ich skamieniałości znajduje się na terenie Rosji, Mongolii i Azji Środkowej.

## Opis
Były to owady o małej, prognatycznej głowie, zaopatrzonej w długie czułki, średnich rozmiarów oczy złożone oraz przyoczka. Ich przedplecze miało szerokie paranota z szerokimi, stosunkowo płytkimi wcięciami na przednich brzegach. Odnóża miały pięcioczłonowe stopy o dużych aroliach i zwykle nieuzbrojone wierzchołki goleni. Biodra środkowej i tylnej pary były osadzone blisko siebie. W użyłkowaniu przednich skrzydeł sektor radialny brał początek w nasadowej połowie skrzydła, a na wysokości tego miejsca pole kostalne było szersze niż subkostalne. Żyłka subkostalna kończyła się łącząc z kostalną. Pole między żyłkami radialnymi było niezwężone. Pierwsze rozgałęzienia żyłki medialnej zaczynały się w połowie nasadowej połowie skrzydła, przed wysokością punktu początkowego sektora radialnego. Przednia żyłka kubitalna miała grzebieniaste przednie i tylne odgałęzienia, które zaczynały od niej odchodzić w jej nasadowej ćwiartce. Nie występowała w tej rodzinie międzykrywka. Odwłok miał krótkie przysadki odwłokowe o wrzecionowatym kształcie, a u samic zaopatrzony był także w długie i silnie zbudowane pokładełko o ząbkowanych walwach.

## Taksonomia
Takson ten wprowadzony został w 1928 przez Michaiła Zalesskija. W 1938 rodzina ta umieszczona została przez Andrieja Martynowa w rzędzie Protoblattoidea. W 1962 Aleksandr Szarow przeniósł ją do rzędu Paraplecoptera. W 1980 Aleksandr Rasnicyn sklasyfikował ją w rzędzie świerszczokaraczanów (Grylloblattida). W 2015 Danił Aristow połączył Grylloblattida z Eoblattida w jeden rząd, uznając zgodnie z zasadą priorytetu jako jego naukową nazwę Eoblattida, a Grylloblattodea za synonim.
Po rewizji Aristowa z 2015 należą tu następujące rodzaje:
- †Aenigmidelia Sharov, 1961
- †Anaidelia Storozhenko, 1996
- †Archidelia Sharov, 1961
- †Idelopsina Storozhenko, 1996
- †Kolvidelia G. Zalessky, 1950
- †Madygenidelia Storozhenko, 1996
- †Metidelia Martynov, 1937
- †Micoidelia Aristov, 2004
- †Mongoloidelia Storozhenko, 1992
- †Pseudoshurabia Storozhenko, 1996
- †Rachimentomon G. Zalessky, 1939
- †Sojanidelia Storozhenko, 1992
- †Stenaropodites Martynov, 1928
- †Sylvidelia Martynov, 1940
- †Tshekardelia Aristov, 2002